# ФК «Николаев» Николаевская область в сезоне 2014/2015
Данная статья посвящена выступлениям футбольного клуба «Николаев» в сезоне 2014/15 годов.

Муниципальный футбольный клуб «Николаев» (далее — МФК «Николаев») — украинский футбольный клуб из одноимённого города. Основан в 1920 году, под названием «Наваль».
Сезон 2014/15 годов стал для МФК «Николаев» 24-м в чемпионатах и 23-м в розыгрышах Кубка Украины. Это 15-й сезон команды в первой лиге, а также 94-й год со дня основания футбольного клуба.

## Клуб

### Руководящий состав
| Должность           | Имя                                               | Дата рождения  |
| ------------------- | ------------------------------------------------- | -------------- |
| Президент           | вакантно                                          |                |
| Вице-президент      | Олег Киршов                                       | 2 июля 1960    |
| Вице-президент      | Алексей Пелипас                                   | 17 апреля 1970 |
| Спортивный директор | Руслан Забранский с 24 июня 2014 до 6 апреля 2015 | 10 марта 1971  |
| Администратор       | Андрей Токарский                                  | 9 ноября 1968  |

### Тренерский штаб
| Должность                                 | Имя                                       | Дата рождения                             |
| С 24 июня 2014 года до 9 января 2015 года | С 24 июня 2014 года до 9 января 2015 года | С 24 июня 2014 года до 9 января 2015 года |
| ----------------------------------------- | ----------------------------------------- | ----------------------------------------- |
| Главный тренер                            | Олег Федорчук                             | 10 февраля 1961                           |
| Тренер                                    | Владимир Пономаренко                      | 29 октября 1972                           |
| Тренер                                    | Анатолий Ставка                           | 28 марта 1959                             |
| Тренер-селекционер                        | Юрий Смагин с 18 июля 2014                | 28 января 1957                            |
| С 16 января до 25 февраля 2015 года       |                                           |                                           |
| (и. о.) главного тренера                  | Юрий Смагин                               | 28 января 1957                            |
| Тренер                                    | Владимир Пономаренко                      | 29 октября 1972                           |
| Тренер                                    | Анатолий Ставка                           | 28 марта 1959                             |
| С 26 февраля до 9 марта 2015 года         |                                           |                                           |
| Тренер                                    | Виктор Журов                              | 20 апреля 1961                            |
| Тренер                                    | Анатолий Ставка                           | 28 марта 1959                             |
| Тренер                                    | Владимир Пономаренко                      | 29 октября 1972                           |
| Тренер                                    | Юрий Смагин                               | 28 января 1957                            |
| С 9 марта до 6 апреля 2015 года           |                                           |                                           |
| Главный тренер                            | Анатолий Ставка                           | 28 марта 1959                             |
| Тренер                                    | Владимир Пономаренко                      | 29 октября 1972                           |
| Тренер                                    | Юрий Смагин                               | 28 января 1957                            |
| С 7 апреля 2015 года                      |                                           |                                           |
| Главный тренер                            | Руслан Забранский                         | 10 марта 1971                             |
| Тренер                                    | Сергей Бугай                              | 29 сентября 1972                          |
| Тренер                                    | Александр Горобец                         | 4 октября 1950                            |
| Тренер                                    | Анатолий Ставка                           | 28 марта 1959                             |
| Тренер                                    | Владимир Пономаренко                      | 29 октября 1972                           |

|  |  |  |

### Форма
| Поставщик формы           | Поставщик формы | \| Основная \| Резервная \| | \| Основная \| Резервная \| | \| Основная \| Резервная \| |
| ------------------------- | --------------- | --------------------------- | --------------------------- | --------------------------- |
| Umbro                     |                 | \| Основная \| Резервная \| | \| Основная \| Резервная \| | \| Основная \| Резервная \| |
| Матчи в форме по турнирам |                 |                             |                             |                             |
| Первая лига               | Первая лига     | 12 (+1=2−9)                 | 12 (+1=2−9)                 | 17 (+4=4−9)                 |
| Плей-офф                  | Плей-офф        | 2 (+1=1−0)                  | 2 (+1=1−0)                  | 0                           |
| Кубок Украины             | Кубок Украины   | 0                           | 0                           | 1 (+0=0−1)                  |
| Итого                     | Итого           | 14 (+2=3−9)                 | 14 (+2=3−9)                 | 18 (+4=4−10)                |
| Основная                  | Резервная       |                             |                             |                             |

## Трансферы
Информация касается трансферов перед началом (летнее трансферное окно, лето 2014 года), и в течение сезона (зимнее трансферное окно 2014/15 годов).
| Дата заявки     | Поз. | Имя                  | Из клуба                              | Ист.  |
| --------------- | ---- | -------------------- | ------------------------------------- | ----- |
| 21 июля 2014    | Нап  | Роман Адаменко       | Горняк-Спорт (Комсомольск)            | [ 2 ] |
| 21 июля 2014    | Вр   | Александр Антоненко  | посл.кл. Кривбасс (мол.) (Кривой Рог) | [ 2 ] |
| 21 июля 2014    | Защ  | Александр Музыка     | Славутич (Черкассы)                   | [ 2 ] |
| 21 июля 2014    | ПЗ   | Дмитрий Остапенко    | посл.кл. Оболонь-Бровар (Киев)        | [ 2 ] |
| 21 июля 2014    | Нап  | Иван Сомов           | Энергия (Новая Каховка)               | [ 2 ] |
| 23 июля 2014    | Нап  | Сергей Загинайлов    | Нива (Тернополь)                      | [ 2 ] |
| 23 июля 2014    | ПЗ   | Вячеслав Поднебенный | Полтава                               | [ 2 ] |
| 23 июля 2014    | ПЗ   | Александр Стеценко   | Десна (Чернигов)                      | [ 2 ] |
| 24 июля 2014    | ПЗ   | Ярослав Прокипчук    | посл.кл. Динамо-2 (Киев)              | [ 2 ] |
| 24 июля 2014    | Защ  | Валерий Рогозинский  | люб.кл. Аграрник (Великая Мечетня)    | [ 2 ] |
| 29 июля 2014    | Нап  | Илья Носов           | люб.кл. Аграрник (Великая Мечетня)    | [ 2 ] |
| 29 июля 2014    | ПЗ   | Денис Бондаренко     | посл.кл. Севастополь (юн. 19)         | [ 2 ] |
| 4 августа 2014  | Защ  | Виталий Момот        | люб.кл. Новая жизнь (Андреевка)       | [ 2 ] |
| 13 августа 2014 | Защ  | Николай Андриевский  | посл.кл. Днепр (юн. 19)               | [ 4 ] |
| 22 августа 2014 | Защ  | Иван Билый           | Сталь (Днепродзержинск)               | [ 4 ] |
| 2 марта 2015    | Вр   | Амир Агаларов        | люб.кл. Николаев (юн. 19)             | [ 5 ] |
| 2 марта 2015    | Вр   | Александр Медведев   | люб.кл. Степовое                      | [ 5 ] |
| 2 марта 2015    | Защ  | Роман Мизернюк       | люб.кл. Степовое                      | [ 5 ] |
| 2 марта 2015    | Защ  | Игорь Савка          | люб.кл. Степовое                      | [ 5 ] |
| 2 марта 2015    | Защ  | Алексей Лабан        | люб.кл. Николаев (юн. 19)             | [ 5 ] |
| 2 марта 2015    | Защ  | Евгений Сафьяник     | посл.кл. Таврия (Симферополь)         | [ 5 ] |
| 2 марта 2015    | Защ  | Вадим Хохлов         | люб.кл. Торпедо (Николаев)            | [ 5 ] |
| 2 марта 2015    | ПЗ   | Дмитрий Севодняев    | люб.кл. Мир (Горностаевка)            | [ 5 ] |
| 2 марта 2015    | ПЗ   | Владислав Семехин    | люб.кл. Днепропетровск                | [ 5 ] |
| 2 марта 2015    | ПЗ   | Александр Зима       | люб.кл. Степовое                      | [ 5 ] |
| 2 марта 2015    | Нап  | Валерий Сторублёвцев | люб.кл. Степовое                      | [ 5 ] |
| 17 марта 2015   | Защ  | Максим Лещенко       | посл.кл. Оболонь-Бровар (Киев)        | [ 6 ] |
| 17 марта 2015   | ПЗ   | Дмитрий Кошелюк      | Черкасский Днепр (Черкассы)           | [ 6 ] |
| 17 марта 2015   | ПЗ   | Павел Остренко       | посл.кл. Горняк (Кривой Рог)          | [ 6 ] |
| 16 апреля 2015  | Защ  | Александр Музыка     | посл.кл. Николаев                     | [ 7 ] |
| 16 апреля 2015  | Защ  | Николай Дударенко    | Сумы                                  | [ 7 ] |
| 24 апреля 2015  | ПЗ   | Юрий Батюшин         | посл.кл. Сталь (Алчевск)              | [ 8 ] |
| 24 апреля 2015  | ПЗ   | Андрей Бурдиян       | посл.кл. Банга                        | [ 8 ] |
| 24 апреля 2015  | ПЗ   | Игорь Малыш          | посл.кл. Нефтяник-Укрнефть            | [ 8 ] |
| 30 апреля 2015  | Защ  | Богдан Бычков        | люб.кл. Александрия-Аметист           | [ 9 ] |

| Дата отзаявки  | Поз. | Имя                  | В клуб                           | Ист.   |
| -------------- | ---- | -------------------- | -------------------------------- | ------ |
| 31 июня 2014   | Вр   | Тимур Чолария        | люб.кл. Торпедо (Николаев)       | [ 10 ] |
| 31 июня 2014   | Вр   | Игорь Шилов          | люб.кл. Скиф-Центр (Николаев)    | [ 11 ] |
| 31 июня 2014   | Защ  | Антон Барталёв       | люб.кл. Варваровка (Николаев)    | [ 12 ] |
| 31 июня 2014   | Защ  | Фарамаз Велиев       | люб.кл. Варваровка (Николаев)    | [ 12 ] |
| 31 июня 2014   | Защ  | Евгений Рябченко     | люб.кл. Варваровка (Николаев)    | [ 12 ] |
| 31 июня 2014   | Защ  | Константин Чаус      | Сталь (Днепродзержинск)          | [ 2 ]  |
| 31 июня 2014   | Защ  | Василий Чёрнопиский  | люб.кл. Каменное                 | [ 13 ] |
| 31 июня 2014   | Защ  | Александр Шеншин     |                                  |        |
| 31 июня 2014   | Защ  | Кирилл Шиманец       | люб.кл. Мир (Горностаевка)       | [ 2 ]  |
| 31 июня 2014   | ПЗ   | Олег Волков          | люб.кл. Варваровка (Николаев)    | [ 12 ] |
| 31 июня 2014   | ПЗ   | Сергей Гранковский   | люб.кл. Степовое                 | [ 14 ] |
| 31 июня 2014   | ПЗ   | Александр Толстяк    | Буковина (Черновцы)              | [ 2 ]  |
| 31 июня 2014   | ПЗ   | Сергей Федорченко    | люб.кл. Варваровка (Николаев)    | [ 12 ] |
| 31 июня 2014   | ПЗ   | Артём Шиманец        | люб.кл. Судостроитель (Николаев) | [ 15 ] |
| 31 июня 2014   | Нап  | Денис Александров    | Горняк-Спорт (Комсомольск)       | [ 2 ]  |
| 15 ноября 2014 | Защ  | Александр Музыка     | Николаев                         | [ 3 ]  |
| 15 ноября 2014 | ПЗ   | Дмитрий Остапенко    | люб.кл. Факел (Липовец)          | [ 3 ]  |
| 15 ноября 2014 | ПЗ   | Александр Стеценко   | Полтава                          | [ 3 ]  |
| 15 ноября 2014 | ПЗ   | Ярослав Прокипчук    | Полтава                          | [ 3 ]  |
| 15 ноября 2014 | ПЗ   | Артур Куприй         | Гагра (Тбилиси)                  | [ 3 ]  |
| 15 ноября 2014 | ПЗ   | Вячеслав Поднебенный | Сумы                             | [ 3 ]  |
| 15 ноября 2014 | ПЗ   | Роман Попов          | Металлург (Запорожье)            | [ 3 ]  |
| 15 ноября 2014 | Нап  | Сергей Загинайлов    | Дачия (Кишинёв)                  | [ 3 ]  |
| 15 ноября 2014 | Нап  | Иван Сомов           | Белшина (Бобруйск)               | [ 3 ]  |
| 15 ноября 2014 | Нап  | Роман Адаменко       |                                  | [ 3 ]  |
| 24 апреля 2015 | Защ  | Евгений Сафьяник     |                                  | [ 16 ] |
| 24 апреля 2015 | ПЗ   | Павел Остренко       |                                  | [ 16 ] |
| 12 мая 2015    | Вр   | Александр Медведев   |                                  | [ 17 ] |
| 12 мая 2015    | Защ  | Иван Билый           |                                  | [ 17 ] |
| 12 мая 2015    | Защ  | Игорь Савка          |                                  | [ 17 ] |
| 12 мая 2015    | ПЗ   | Дмитрий Севодняев    |                                  | [ 17 ] |

|  |  |  |  |

## Хронология сезона
- 6 июня 2014 г. Городской голова Николаева Юрий Гранатуров пообещал найти спонсоров для МФК «Николаев» к началу чемпионата[18].
- 21 июня 2014 г. МФК «Николаев» прошёл аттестацию для участия в турнире первой лиги сезона 2014/15 годов[19].
- 24 июня 2014 г. Главным тренером МФК «Николаев» был назначен Олег Федорчук. Новым спортивным директором клуба стал Руслан Забранский[20].
- 24 июня 2014 г. МФК «Николаев» провёл первую тренировку в рамках подготовки к чемпионату Украины[21].
- 4 июля 2014 г. МФК Николаев сыграл первый контрольный матч в сезоне. На центральном городском стадионе была разгромлена «Энергия» из Новой Каховки — 5:1[22].
- 18 июля 2014 г. Юрий Смагин был назначен тренером-селекционером МФК «Николаев»[23].
- 19 июля 2014 г. МФК «Николаев» поражением 0:1 от дублёров одесского «Черноморца» завершил подготовку к старту в чемпионате[24].
- 21 июля 2014 г. МФК «Николаев» заявил игроков для участия в чемпионате Украины[25].
- 24 июля 2014 г. Вице-президент МФК «Николаев» сообщил, что ряд потенциальных инвесторов, пообещавших финансовую поддержку клубу сообщили, что не в состоянии этого сделать[26].
- 26 июля 2014 г. Домашней ничьей с киевским «Динамо-2» МФК «Николаев» стартовал в первой лиге[27].
- 8 сентября 2014 г. Вице-президент МФК «Николаев» Олег Киршов на официальном сайте клуба проинформировал общественность о ситуации в клубе. По его словам коллектив почти три месяца не получал заработной платы и не имел финансовых средств на выезд в Сумы на очередной матч чемпионата[28].
- 20 сентября 2014 г. Олег Киршов на пресс-конференции сообщил что финансовое положение клуба не изменилось. Клуб не заплатил в срок до 19 сентября взнос за участие в первом круге чемпионата первой лиги в размере 183 тысячи гривен и может быть лишён 3-х турнирных очков[29].
- 23 сентября 2014 г. Ультрас МФК «Николаев» выступили против действующего руководства клуба во главе с вице-президентом Олегом Киршовым. По мнению болельщиков, Киршов препятствовал приходу в клуб новых инвесторов[30].
- 23 сентября 2014 г. Группа ультрас МФК «Николаев» вышла с пикетом под здание горсовета города, требуя изменений в руководстве футбольного клуба[31].
- 15 ноября 2014 г. МФК «Николаев» провёл последний официальный матч в 2014 году. «Корабелы» в домашнем матче уступили «Буковине» 0:4[32].
- 7 декабря 2014 г. Главный тренер николаевцев Олег Федорчук в интервью порталу Football.ua заявил, что у него нет уверенности, начнёт ли МФК «Николаев» следующий сезон[33].
- 9 января 2015 г. Олег Федорчук уволился из команды, приняв предложение возглавить ФК «Полтава»[34].
- 16 января 2015 г. Исполняющим обязанности главного тренера МФК «Николаев» был назначен Юрий Смагин[35].
- 5 февраля 2015 г. Футболисты МФК «Николаев» под руководством тренеров Юрия Смагина, Владимира Пономаренко и Анатолия Ставки начали подготовку ко второй части сезона[36].
- 26 февраля 2015 г. Руководство МФК «Николаев» обратилось к президенту любительского ФК «Степовое» Владимиру Погорелову с просьбой выделить часть игроков из его команды. Футболисты ФК «Степовое» пополнили ряды МФК «Николаев». Руководить командой должен был тренерский совет в составе: Виктор Журов (Степовое), Владимир Пономаренко, Юрий Смагин и Анатолий Ставка[37][38].
- 2 марта 2015 г. МФК «Николаев» подал заявку на участие во второй части чемпионата Украины. В неё вошли 11 новичков, из которых 5: Александр Медведев, Роман Мизернюк, Игорь Савка, Александр Зима, Валерий Сторублевцев — бывшие игроки «Степового»[39].
- 9 марта 2015 г. Главным тренером МФК «Николаев» был назначен Анатолий Ставка[40].
- 20 марта 2015 г. МФК «Николаев» сыграл первый матч весенней части чемпионата. Корабелы уступили ФК «Тернополь» со счётом 2:4[41].
- 5 апреля 2015 г. После матчей 20-го тура МФК «Николаев» в первой лиге опустился на 14-е место, занявшая которое по итогам турнира команда будет вынуждена проводить переходные игры[42].
- 7 апреля 2015 г. Новым главным тренером МФК «Николаев» стал Руслан Забранский. Вместе с ним тренерский штаб команды пополнили Сергей Бугай и Александр Горобец[43].
- 3 июня 2015 г. Домашним поражением от кировоградской «Звезды» 0:1 МФК «Николаев» завершил чемпионат. Команда заняла 14-е место в турнирной таблице[44]. Команде Забранского не удалось избежать переходных игр. Соперником «корабелов» в этих матчах стал «Кремень»[45].
- 11 июня 2015 г. МФК «Николаев» во втором матче плей-офф победил на выезде «Кремень» и сохранил место в первой лиге. Автором единственного гола в двух матчах стал Валерий Сторублёвцев, пришедший в МФК «Николаев» зимой из «Степового»[46].

## Статистика сезона

### Статистика команды[49]
| Сыграно матчей               | 33 (30 чемпионат Украины (из них 1 технический), 2 Плей-офф, 1 Кубок Украины)                        |
| Победы                       | 7 (6 чемпионат Украины, 1 Плей-офф)                                                                  |
| Ничьи                        | 7 (2 чемпионат Украины, 1 Плей-офф)                                                                  |
| Поражения                    | 19 (18 чемпионат Украины, 1 Кубок Украины)                                                           |
| Забито мячей                 | 35 (34 чемпионат Украины, 1 Плей-офф)                                                                |
| Пропущено мячей              | 68 (67 чемпионат Украины, 1 Кубок Украины)                                                           |
| Разница мячей                | −33                                                                                                  |
| Предупреждения (в среднем)   | 69 (2,38)                                                                                            |
| Удаления (в ср.) — Сразу/2ЖК | 4 (0,14) — 1/3                                                                                       |
| Лучший счёт                  | 3:1                                                                                                  |
| Худший счёт                  | 0:5                                                                                                  |
| Очки                         | Всего: 28/99 (28 %), Чемпионат Украины: 24/90 (27 %), Плей-офф: 4/6 (67 %), Кубок Украины: 0/3 (0 %) |

### Статистика тренеров[49]
| 1 | Руслан Забранский    | 12 матчей (+2=3−7)                                          |
| 2 | Олег Федорчук        | 17 матчей (+4=4−9), последний матч — 0:4 дома от «Буковины» |
| 3 | Анатолий Ставка      | 3 матча (+0=0−3), последний матч — 1:4 в гостях от «Десны»  |
| 4 | Владимир Пономаренко | 1 матч (+1=0−0), последний матч — 3:2 дома с «Горняком»     |
| 5 | Юрий Смагин          | 0 матчей (возглавлял команду во время зимнего перерыва)     |

### Статистика игроков[49]
| Сухие матчи             | Валерий Восконян — 5 (3 чемпионат, 2 Плей-офф) Александр Антоненко — 1 (1 чемпионат) |
| Наибольшее число матчей | Виктор Берко (30)                                                                    |
| Лучший бомбардир        | Сергей Загинайлов (6 голов)                                                          |
| Худшая дисциплина       | Иван Билый 9 / 1                                                                     |

#### Капитаны команды
| Игрок                | Чемпионат | Чемпионат | Чемпионат | Плей-офф | Плей-офф | Плей-офф  | Кубок Украины | Кубок Украины | Кубок Украины | Итого | Итого   | Итого     |
| Игрок                | Игры      | Капитан   | в среднем | Игры     | Капитан  | в среднем | Игры          | Капитан       | в среднем     | Игры  | Капитан | в среднем |
| -------------------- | --------- | --------- | --------- | -------- | -------- | --------- | ------------- | ------------- | ------------- | ----- | ------- | --------- |
| Роман Луценко        | 6         | 6         | 1,0       | —        | —        | —         | 1             | 1             | 1,0           | 7     | 7       | 1,0       |
| Вячеслав Поднебенной | 16        | 10        | 0,63      | —        | —        | —         | 1             | 0             | 0             | 16    | 10      | 0,63      |
| Александр Музыка     | 19        | 1         | 0,05      | 1        | 0        | 0         | 1             | 0             | 0             | 21    | 1       | 0,05      |
| Виктор Берко         | 27        | 13        | 0,48      | 2        | 2        | 1,0       | 1             | 0             | 0             | 30    | 15      | 0,50      |

  — основной капитан в текущем составе МФК «Николаев»

#### Матчи, голы, наказания
| №  | Поз. | Имя                  | Чемпионат | Чемпионат | Чемпионат | Чемпионат    | Чемпионат | Плей-офф | Плей-офф | Плей-офф | Плей-офф     | Плей-офф | Кубок Украины | Кубок Украины | Кубок Украины | Кубок Украины | Кубок Украины | Итого | Итого | Итого   | Итого        | Итого    |
| №  | Поз. | Имя                  | Игры      | Голы      | капитан   | Предупреждён | Red card  | Игры     | Голы     | капитан  | Предупреждён | Red card | Игры          | Голы          | капитан       | Предупреждён  | Red card      | Игры  | Голы  | капитан | Предупреждён | Red card |
| -- | ---- | -------------------- | --------- | --------- | --------- | ------------ | --------- | -------- | -------- | -------- | ------------ | -------- | ------------- | ------------- | ------------- | ------------- | ------------- | ----- | ----- | ------- | ------------ | -------- |
| 19 | Нап  | Виктор Берко         | 27        | 5 (1)     | 13        | 3            | 0         | 2        | 0        | 2        | 1            | 0        | 1             | 0             | 0             | 0             | 0             | 30    | 5 (1) | 15      | 4            | 0        |
| 21 | Защ  | Виталий Момот        | 26        | 1         | 0         | 6            | 0         | 2        | 0        | 0        | 1            | 0        | 1             | 0             | 0             | 1             | 0             | 29    | 1     | 0       | 8            | 0        |
| 8  | Защ  | Валерий Рогозинский  | 23        | 3         | 0         | 5            | 0         | 2        | 0        | 0        | 1            | 0        | 0             | 0             | 0             | 0             | 0             | 25    | 3     | 0       | 6            | 0        |
| 27 | Защ  | Иван Билый           | 18        | 0         | 0         | 8            | 1         | 2        | 0        | 0        | 1            | 0        | 0             | 0             | 0             | 0             | 0             | 20    | 0     | 0       | 9            | 1        |
| 3  | Защ  | Александр Музыка     | 19        | 0         | 1         | 5            | 0         | 1        | 0        | 0        | 0            | 0        | 1             | 0             | 0             | 0             | 0             | 21    | 0     | 1       | 5            | 0        |
| 7  | Нап  | Сергей Загинайлов    | 17        | 6 (3)     | 0         | 4            | 0         | 0        | 0        | 0        | 0            | 0        | 1             | 0             | 0             | 0             | 0             | 18    | 6 (3) | 0       | 4            | 0        |
| 13 | ПЗ   | Ярослав Прокипчук    | 17        | 2         | 0         | 3            | 0         | 0        | 0        | 0        | 0            | 0        | 1             | 0             | 0             | 0             | 0             | 18    | 2     | 0       | 3            | 0        |
| 14 | Нап  | Иван Сомов           | 17        | 4         | 0         | 1            | 0         | 0        | 0        | 0        | 0            | 0        | 1             | 0             | 0             | 0             | 0             | 18    | 4     | 0       | 1            | 0        |
| 15 | ПЗ   | Денис Бондаренко     | 19        | 0         | 0         | 0            | 0         | 0        | 0        | 0        | 0            | 0        | 0             | 0             | 0             | 0             | 0             | 19    | 0     | 0       | 0            | 0        |
| 9  | ПЗ   | Вячеслав Поднебенной | 16        | 4 (1)     | 10        | 6            | 0         | 0        | 0        | 0        | 0            | 0        | 1             | 0             | 0             | 0             | 0             | 17    | 4 (1) | 10      | 6            | 0        |
| 25 | ПЗ   | Дмитрий Остапенко    | 15        | 0         | 0         | 4            | 1         | 0        | 0        | 0        | 0            | 0        | 1             | 0             | 0             | 0             | 0             | 16    | 0     | 0       | 4            | 1        |
| 17 | ПЗ   | Александр Стеценко   | 15        | 1         | 0         | 2            | 0         | 0        | 0        | 0        | 0            | 0        | 1             | 0             | 0             | 0             | 0             | 16    | 1     | 0       | 2            | 0        |
| 3  | Нап  | Роман Адаменко       | 14        | 1         | 0         | 1            | 0         | 0        | 0        | 0        | 0            | 0        | 1             | 0             | 0             | 0             | 0             | 15    | 1     | 0       | 1            | 0        |
| 77 | Вр   | Валерий Восконян     | 11        | 0         | 0         | 2            | 0         | 2        | 0        | 0        | 0            | 0        | 0             | 0             | 0             | 0             | 0             | 13    | 0     | 0       | 2            | 0        |
| 10 | ПЗ   | Артур Куприй         | 14        | 1         | 0         | 3            | 0         | 0        | 0        | 0        | 0            | 0        | 1             | 0             | 0             | 0             | 0             | 15    | 1     | 0       | 3            | 0        |
| 14 | Защ  | Максим Лещенко       | 11        | 0         | 0         | 2            | 0         | 2        | 0        | 0        | 0            | 0        | 0             | 0             | 0             | 0             | 0             | 13    | 0     | 0       | 2            | 0        |
| 17 | ПЗ   | Дмитрий Кошелюк      | 10        | 1         | 0         | 3            | 0         | 2        | 0        | 0        | 0            | 0        | 0             | 0             | 0             | 0             | 0             | 12    | 1     | 0       | 3            | 0        |
| 11 | Нап  | Илья Носов           | 12        | 0         | 0         | 2            | 0         | 0        | 0        | 0        | 0            | 0        | 1             | 0             | 0             | 0             | 0             | 13    | 0     | 0       | 2            | 0        |
| 9  | Нап  | Валерий Сторублёвцев | 10        | 2 (1)     | 0         | 2            | 1         | 2        | 1        | 0        | 0            | 0        | 0             | 0             | 0             | 0             | 0             | 12    | 3 (1) | 0       | 2            | 1        |
| 12 | Вр   | Александр Антоненко  | 11        | 0         | 0         | 2            | 0         | 0        | 0        | 0        | 0            | 0        | 1             | 0             | 0             | 0             | 0             | 12    | 0     | 0       | 2            | 0        |
| 6  | ПЗ   | Роман Мизернюк       | 10        | 0         | 0         | 3            | 0         | 1        | 0        | 0        | 0            | 0        | 0             | 0             | 0             | 0             | 0             | 11    | 0     | 0       | 3            | 0        |
| 22 | Нап  | Владислав Котов      | 11        | 0         | 0         | 0            | 0         | 0        | 0        | 0        | 0            | 0        | 0             | 0             | 0             | 0             | 0             | 11    | 0     | 0       | 0            | 0        |
| 13 | ПЗ   | Юрий Батюшин         | 6         | 2         | 0         | 0            | 0         | 2        | 0        | 0        | 1            | 0        | 0             | 0             | 0             | 0             | 0             | 8     | 0     | 0       | 1            | 0        |
| 4  | Защ  | Богдан Бычков        | 5         | 1         | 0         | 1            | 0         | 2        | 0        | 0        | 0            | 0        | 0             | 0             | 0             | 0             | 0             | 7     | 1     | 0       | 1            | 0        |
| 2  | Защ  | Вадим Хохлов         | 8         | 0         | 0         | 0            | 0         | 2        | 0        | 0        | 2            | 0        | 0             | 0             | 0             | 0             | 0             | 10    | 0     | 0       | 2            | 0        |
| 7  | Защ  | Андрей Бурдиян       | 5         | 0         | 0         | 0            | 1         | 2        | 0        | 0        | 0            | 0        | 0             | 0             | 0             | 0             | 0             | 7     | 0     | 0       | 0            | 1        |
| 5  | ПЗ   | Роман Луценко        | 6         | 0         | 6         | 1            | 0         | 0        | 0        | 0        | 0            | 0        | 1             | 0             | 1             | 0             | 0             | 7     | 0     | 7       | 1            | 0        |
| 26 | Защ  | Николай Андриевский  | 5         | 0         | 0         | 0            | 0         | 0        | 0        | 0        | 0            | 0        | 0             | 0             | 0             | 0             | 0             | 5     | 0     | 0       | 0            | 0        |
| 4  | Защ  | Евгений Сафьяник     | 5         | 0         | 0         | 0            | 0         | 0        | 0        | 0        | 0            | 0        | 0             | 0             | 0             | 0             | 0             | 5     | 0     | 0       | 0            | 0        |
| 16 | ПЗ   | Дмитрий Севодняев    | 5         | 0         | 0         | 1            | 0         | 0        | 0        | 0        | 0            | 0        | 0             | 0             | 0             | 0             | 0             | 5     | 0     | 0       | 1            | 0        |
| 1  | Вр   | Амир Агаларов        | 8         | 0         | 0         | 0            | 0         | 0        | 0        | 0        | 0            | 0        | 0             | 0             | 0             | 0             | 0             | 8     | 0     | 0       | 0            | 0        |
| 10 | ПЗ   | Николай Дударенко    | 6         | 0         | 0         | 1            | 0         | 0        | 0        | 0        | 0            | 0        | 0             | 0             | 0             | 0             | 0             | 6     | 0     | 0       | 1            | 0        |
| 25 | Вр   | Александр Медведев   | 4         | 0         | 0         | 0            | 0         | 0        | 0        | 0        | 0            | 0        | 0             | 0             | 0             | 0             | 0             | 4     | 0     | 0       | 0            | 0        |
| 20 | ПЗ   | Павел Остренко       | 3         | 0         | 0         | 0            | 0         | 0        | 0        | 0        | 0            | 0        | 0             | 0             | 0             | 0             | 0             | 3     | 0     | 0       | 0            | 0        |
| 5  | ПЗ   | Игорь Малыш          | 1         | 0         | 0         | 0            | 0         | 0        | 0        | 0        | 0            | 0        | 0             | 0             | 0             | 0             | 0             | 1     | 0     | 0       | 0            | 0        |
| 16 | ПЗ   | Роман Попов          | 1         | 0         | 0         | 0            | 0         | 0        | 0        | 0        | 0            | 0        | 0             | 0             | 0             | 0             | 0             | 1     | 0     | 0       | 0            | 0        |
| 9  | Защ  | Игорь Савка          | 1         | 0         | 0         | 0            | 0         | 0        | 0        | 0        | 0            | 0        | 0             | 0             | 0             | 0             | 0             | 1     | 0     | 0       | 0            | 0        |
| 23 | Защ  | Алексей Лабан        | 0         | 0         | 0         | 0            | 0         | 0        | 0        | 0        | 0            | 0        | 0             | 0             | 0             | 0             | 0             | 0     | 0     | 0       | 0            | 0        |

#### Бомбардиры команды[50]
| Игрок                | Чемпионат | Чемпионат   | Чемпионат | Плей-офф | Плей-офф    | Плей-офф  | Кубок Украины | Кубок Украины | Кубок Украины | Итого | Итого       | Итого     |
| Игрок                | Игры      | Голы (пен.) | в среднем | Игры     | Голы (пен.) | в среднем | Игры          | Голы (пен.)   | в среднем     | Игры  | Голы (пен.) | в среднем |
| -------------------- | --------- | ----------- | --------- | -------- | ----------- | --------- | ------------- | ------------- | ------------- | ----- | ----------- | --------- |
| Сергей Загинайлов    | 17        | 6 (3)       | 35,29     | 0        | 0           | 0         | 1             | 0             | 0             | 18    | 6 (3)       | 33,33     |
| Виктор Берко         | 27        | 5 (1)       | 18,52     | 2        | 0           | 0         | 1             | 0             | 0             | 30    | 5 (1)       | 16,67     |
| Вячеслав Поднебенной | 16        | 4 (1)       | 25,00     | 0        | 0           | 0         | 1             | 0             | 0             | 17    | 4 (1)       | 23,53     |
| Иван Сомов           | 17        | 4           | 23,53     | 0        | 0           | 0         | 1             | 0             | 0             | 18    | 4           | 22,22     |
| Валерий Сторублёвцев | 10        | 2 (1)       | 20,00     | 2        | 1           | 50,00     | 0             | 0             | 0             | 12    | 3 (1)       | 25,00     |
| Валерий Рогозинский  | 23        | 3           | 13,04     | 2        | 0           | 0         | 0             | 0             | 0             | 25    | 3           | 12,00     |
| Юрий Батюшин         | 6         | 2           | 33,33     | 2        | 0           | 0         | 0             | 0             | 0             | 8     | 2           | 25,00     |
| Ярослав Прокипчук    | 17        | 2           | 11,76     | 0        | 0           | 0         | 1             | 0             | 0             | 18    | 2           | 11,11     |
| Богдан Бычков        | 5         | 1           | 20,00     | 2        | 0           | 0         | 0             | 0             | 0             | 7     | 1           | 14,29     |
| Дмитрий Кошелюк      | 10        | 1           | 10,00     | 2        | 0           | 0         | 0             | 0             | 0             | 12    | 1           | 8,33      |
| Роман Адаменко       | 14        | 1           | 7,14      | 0        | 0           | 0         | 1             | 0             | 0             | 15    | 1           | 6,67      |
| Артур Куприй         | 14        | 1           | 7,14      | 0        | 0           | 0         | 1             | 0             | 0             | 15    | 1           | 6,67      |
| Александр Стеценко   | 15        | 1           | 6,67      | 0        | 0           | 0         | 1             | 0             | 0             | 16    | 1           | 6,25      |
| Виталий Момот        | 26        | 1           | 3,85      | 2        | 0           | 0         | 1             | 0             | 0             | 29    | 1           | 3,45      |

#### Лауреаты сезона
Лучший игрок сезона по версии газеты «Николаевские новости»:
- Валерий Восконян[51]

### Зрительская статистика
| Чемпионат Украины (29 игр) |                                                     |                                            |        |
| кол-во зрителей            | дома (15 игр)                                       | выезд (14 игр)                             | итого  |
| максимальное               | 2 510 против «Александрия», 6 сентября 2014         | 2 800 против «Александрия», 19 апреля 2015 | итого  |
| минимальное                | 300 против «Сталь» (Днепродзержинск), 28 марта 2015 | 200 против «Полтава», 18 октября 2014      | итого  |
| среднее                    | 1 697                                               | 1 311                                      | 1 511  |
| сумма                      | 25 460                                              | 18 347                                     | 43 807 |

| Плей-офф (2 игры) |                                     |                                      |       |
| кол-во зрителей   | дома (1 игра)                       | выезд (1 игра)                       | итого |
| максимальное      | 1 200 против «Кремень», 7 июня 2015 | 1 500 против «Кремень», 11 июня 2015 | итого |
| минимальное       | 1 200 против «Кремень», 7 июня 2015 | 1 500 против «Кремень», 11 июня 2015 | итого |
| среднее           | 1 200                               | 1 500                                | 1 350 |
| сумма             | 1 200                               | 1 500                                | 2 700 |

| Кубок Украины (1 игра) |                                           |               |       |
| кол-во зрителей        | дома (1 игра)                             | выезд (0 игр) | итого |
| максимальное           | 2 000 против «Ильичёвец», 23 августа 2014 | —             | итого |
| минимальное            | 2 000 против «Ильичёвец», 25 августа 2014 | —             | итого |
| среднее                | 2 000                                     | 0             | 2 000 |
| сумма                  | 2 000                                     | 0             | 2 000 |

| Все офиц. матчи сезона (32 игры) |                                                     |                                            |        |
| кол-во зрителей                  | дома (17 игр)                                       | выезд (15 игр)                             | итого  |
| максимальное                     | 2 510 против «Александрия», 6 сентября 2014         | 2 800 против «Александрия», 19 апреля 2015 | итого  |
| минимальное                      | 300 против «Сталь» (Днепродзержинск), 28 марта 2015 | 200 против «Полтава», 18 октября 2014      | итого  |
| среднее                          | 1 686                                               | 1 323                                      | 1 516  |
| сумма                            | 28 660                                              | 19 847                                     | 48 507 |

## Предсезонные и товарищеские матчи
Предсезонные матчи
| 4 июля 2014 г. / пятница 1-й матч | МФК «Николаев»                                                            | 5:1    | «Энергия» (Новая Каховка) | Украина, Николаев |
| | Сомов 49′ · Загинайлов 69′ · Берко 74′ (пен.) · Прокипчук 76′ · Котов 85′ | отчёт. | Комягин 79′               | Стадион: ЦГС      |
| МФК «Николаев»: Восконян, Адаменко, Белов, Момот, Рогозинский, Владов, Куприй, Стеценко, Луценко, Тимченко, Носов 46' (Антоненко, Попов, Процишен, Поспелов, Ковтун, Андриевский, Котов, Прокипчук, Загинайлов, Берко, Сомов 46') Замена: Машнин |                                                                           |        |                           |                   |

| 10 июля 2014 г. / четверг 2-й матч | «Черноморец» (Одесса)                                                                   | 8:0                                   | МФК «Николаев» | Украина, Одесса         |
| | Балашов 8′, 89′ · Фомин 11′, 78′ · Аржанов 29′ · Гай 48′ · Окриашвили 78′ · Диденко 81′ | отчёт (недоступная ссылка — история). |                | Стадион: СОК «Люстдорф» |
| «Черноморец» (Одесса): Безотосный 68' (Паст 68'), Тейку, Сиваков, Опанасенко 57' (Слинкин 57'), Зубейко, Ковальчук 62' (Кутао 62'), Оржанов, Окриашвили, Гай 73' (Диденко 73'), Балашов, Фомин · МФК «Николаев»: Антоненко, Адаменко, Момот, Белов, Рогозинский, Стеценко, Луценко, Прокипчук, Сомов, Тимченко, Загинайлов 46' (Восконян, Полянский, Музыка, Никитенко, Федорченко, Владов, Куприй, Котов, Берко, Попов, Носов 46') |                                                                                         |                                       |                |                         |

| 14 июля 2014 г. / понедельник 3-й матч | «Реал Фарма» (Овидиополь) | 1:0    | МФК «Николаев»      | Украина, Одесса            |
| | Якименко 82′ (пен.)       | отчёт. | Тимченко 84' (пен.) | Стадион: «Стройгидравлика» |
| МФК «Николаев»: Антоненко, Адаменко, Музыка, Остапенко, Стеценко, Момот, Прокипчук, Куприй, Луценко, Загинайлов, Сомов (Восконян, Рогозинский, Андриевский, Попов, Котов, Берко, Носов, Моря, Тимченко ) |                           |        |                     |                            |

| 16 июля 2014 г. / среда 4-й матч | МФК «Николаев»                          | 3:0    | «Энергия» (Новая Каховка) | Украина, Николаев |
| | Загинайлов 11′, 21′ (пен.) · Куприй 81′ | отчёт. |                           | Стадион: ЦГС      |
| МФК «Николаев»: Антоненко 46' (Восконян 46'), Стеценко, Музыка, Адаменко 75' (Андриевский 75'), Остапенко, Прокипчук 46' (Сомов 46'), Момот 46' (Куприй 46'), Луценко 65' (Попов 65'), Поднебенной 75' (Момот 75'), Тимченко 65' (Берко 65'), Загинайлов 65' (Носов 65') |                                         |        |                           |                   |

| 18 июля 2014 г. / пятница 5-й матч | МФК «Николаев»                                                 | 6:3                                   | ФК «Днепропетровск»              | Украина, Николаев |
| | Загинайлов 9′, 30′ · Носов 66′, 77′ · Берко 80′ · Гончаров 87′ | отчёт (недоступная ссылка — история). | Бондаренко 47′, 85′ · Волков 82′ | Стадион: ЦГС      |
| МФК «Николаев»: Антоненко, Адаменко, Момот, Музыка, Остапенко, Стеценко, Луценко, Поднебенный, Прокипчук, Загинайлов, Сомов 46' (Восконян, Рогозинский, Лабан, Андриевский, Виксич, Матвейченко, Гончаров, Куприй, Носов, Берко 46'), Стретович 46' 68' (Моря 68') |                                                                |                                       |                                  |                   |

| 19 июля 2014 г. / суббота 6-й матч                                                                                           | МФК «Николаев» | 0:1                                   | «Черноморец»-мол. (Одесса) | Украина, Николаев |
| |                | отчёт (недоступная ссылка — история). | Филимонов 8′ (пен.)        | Стадион: ЦГС      |
| МФК «Николаев»: Антоненко, Виксич, Адаменко, Музыка, Остапенко, Стеценко, Луценко, Поднебенный, Прокипчук, Загинайлов, Сомов |                |                                       |                            |                   |

Итого: 6 (+3=0−3); мячи: 14—14; бомбардир: Сергей Загинайлов (5)
Товарищеский матч в ходе летне-осенней части сезона
| 6 августа 2014 г. / среда 7-й матч | МФК «Николаев»                                | 3:1    | «Варваровка» (Николаев) | Украина, Николаев |
| | Загинайлов 20′ (пен.) · Сомов 57′ · Берко 78′ | отчёт. | Рябцев 11′              | Стадион: ЦГС      |
| МФК «Николаев»: Антоненко, Стеценко, Музыка, Адаменко, Остапенко, Момот, Загинайлов, Луценко, Поднебенный, Носов, Сомов (Восконян, Агаларов, Андриевский, Прокипчук, Берко, Бондаренко, Рогозинский, Куприй, Котов, Лабан, Гончаров ) · «Варваровка» (Николаев): Радиола, Удова, Атаманюк, Зенченко, Соколюк, Горошко, Климко, Рябцев, Пасхалов, Процишен, Славинский (Коломойченко, Сядро, Мамчур, Волков, Попелышко, Дикусар, Бабейко, Смолик, Кемен ) |                                               |        |                         |                   |

Товарищеские матчи во время зимне-весеннего перерыва
«Банк Михайловский УФИ & Заря — Кубок 2015» памяти В. В. Першина
| 19 февраля 2015 г. / четверг 8-й матч | МФК «Николаев»            | 2:3                                                                                  | «Буковина» (Черновцы)                    | Украина, Белозорье         |
| | Носов ? · Рябой ? · Билый | отчёт. Дата обращения: 6 сентября 2015. Архивировано из оригинала 7 марта 2015 года. | Королянчук 38′ · Терехов 40′ · новичок ? | Стадион: Стадион ФК «Заря» |
| МФК «Николаев»: Чолария, Билый, Андриевский, Лаптев, Сафьяник, Момот, Котов, Рогозинский, Севодняев, Берко, Стойловский · «Буковина» (Черновцы): новичок, Жовтюк, новичок, новичок, Терехов, Темеривский, Толстяк, новичок, Косован, Булезюк, Королянчук (Сивка, Добровольский, Загидулин, новички 46') |                           |                                                                                      |                                          |                            |

| 21 февраля 2015 г. / суббота 9-й матч | МФК «Николаев» | 0:3    | «Арсенал-Киевщина» (Белая Церковь) | Украина, Белозорье         |
| |                | отчёт. | Федосов 15′, 22′ · Ордынский 55′   | Стадион: Стадион ФК «Заря» |
| «Арсенал-Киевщина» (Белая Церковь): новичок, Гетьман 80' (новичок 80'), Андреев, новичок, Маринчук 55' (Швец 55'), Желюк 55' (Литвиненко 55'), новичок 75' (новичок 75'), Куба, Катрюк 46' (Ордынский 46'), Тутаров 46' (новичок 46'), Федосов 46' (Пилипенко 46') |                |        |                                    |                            |

| 23 февраля 2015 г. / понедельник 10-й матч | МФК «Николаев» | 1:3                                   | «Черкасский Днепр» (Черкассы)    | Украина, Белозорье                                               |
| | Билый 73′      | отчёт (недоступная ссылка — история). | Бушман 22′ · Батальский 77′, 86′ | Стадион: Стадион ФК «Заря» Зрителей: 100 Судья: Цибулько (Канев) |
| «Черкасский Днепр» (Черкассы): Ленчинков, Шопин, Тарасенко, Бурлин, Синегуб, Бессалов, Сафонов 51' (Лисовой 51'), Кошадзе, Бушман 46' (Мединский 46'), Скарлош 57' (Батальский 57'), Качур |                |                                       |                                  |                                                                  |

Итоговое расположение команд в группе «А»
| М | Команда          | И | В | Н | П | Мячи   | ±  | О |
| - | ---------------- | - | - | - | - | ------ | -- | - |
| 1 | Черкасский Днепр | 3 | 3 | 0 | 0 | 10 − 3 | +7 | 9 |
| 2 | Арсенал-Киевщина | 3 | 1 | 1 | 1 | 5 − 4  | +1 | 4 |
| 3 | Буковина         | 3 | 1 | 1 | 1 | 3 − 5  | −2 | 4 |
| 4 | Николаев         | 3 | 0 | 0 | 3 | 3 − 9  | −6 | 0 |

И — игры, В — выигрыши, Н — ничьи, П — проигрыши, Мячи — забитые и пропущенные голы, ± — разница голов, О — очки

| 5 марта 2015 г. / четверг 11-й матч | МФК «Николаев» | 1:0 | «Энергия» (Новая Каховка) | Украина, Николаев |
| | Носов 67′      | отчёт (недоступная ссылка — история).отчёт. Дата обращения: 6 сентября 2015. Архивировано из оригинала 4 марта 2016 года. |                           | Стадион: ЦГС (ИП) |
| МФК «Николаев»: Гашин, Мизернюк, Шелест, Хохлов, Сафьяник, Бондаренко, Крамаренко, Севодняев, Билала, Рогозинский, Сторублёвцев (Чолария, Берко, Носов, Савка, Билый, Андриевский, Котов, Лабан 46') |                | |                           |                   |

| 15 марта 2015 г. / воскресенье 12-й матч | МФК «Николаев»                        | 2:1                                          | «Кристалл» (Херсон) | Украина, Николаев |
| | Дяченко 11′ (авт.) · Сторублёвцев 67′ | отчёт. отчёт (недоступная ссылка — история). | Козаченко 68′       | Стадион: ЦГС (ИП) |
| МФК «Николаев»: Агаларов (Чолария ), Мизернюк (Остренко ), Билый, Хохлов (Шелест ), Сафьяник, Лещенко, Кошелюк (Момот ), Рогозинский (Котов ), Севодняев (Бондаренко ), Берко (Носов), Сторублёвцев (Билала ) · «Кристалл» (Херсон): Касперович, Бичевой, Сальвай 46' (Михайленко 46'), Шешеня 40' (Овчинников 40'), Дяченко, Цой, Ленский, Глоданюк, Мартян 10' (Гливый 10'), Барладым 64' (Козаченко 64'), Белоусов |                                       |                                              |                     |                   |

Итого: 5 (+2=0−3); мячи: 6—10; бомбардир: Илья Носов (2)
Товарищеский матч в ходе весенне-летней части сезона
| 22 апреля 2015 г. / среда 13-й матч | МФК «Николаев»          | 2:2    | «Колос» (Хлебодаровка) | Украина, Николаев |
| | Батюшин 54′ · Берко 71′ | отчёт. | Акопян 41′ · Кирик 76′ | Стадион: ЦГС      |
| МФК «Николаев»: Медведев 25' (Восконян 25' 46' Агаларов 46'), Сафьяник 25' (Лабан 25' 46' Билый 46'), Андриевский 46' (Музыка 46'), Хохлов 46' (Дударенко 46'), Бычков 46' (Лещенко 46'), Остренко 46' (Берко 46'), Малыш 46' (Момот 46'), Бурдиян 46' (Кошелюк 46'), Севодняев 46' (Батюшин 46' 70' Рогозинский 70'), Чеботарёв 46' (Мизернюк 46'), Носов 46' (Сторублёвцев 46') |                         |        |                        |                   |

## Первая лига
|  |

### Турнирная таблица
| М  | Команда           | И  | В  | Н  | П  | Мячи    | ±   | О     | Примечания                                       |
| -- | ----------------- | -- | -- | -- | -- | ------- | --- | ----- | ------------------------------------------------ |
| 12 | Нефтяник-Укрнефть | 30 | 10 | 10 | 10 | 32 − 34 | −2  | 40 \| |                                                  |
| 13 | Нива              | 30 | 8  | 3  | 19 | 25 − 52 | −27 | 27 \| |                                                  |
| 14 | Н И К О Л А Е В   | 30 | 6  | 6  | 18 | 34 − 67 | −33 | 24    | Стыковые матчи за сохранение места в Первой лиге |
| 15 | Сталь А           | 30 | 5  | 0  | 25 | 16 − 28 | −12 | 15    | Приостановила участие в чемпионате               |
| 16 | Буковина          | 30 | 4  | 3  | 23 | 24 − 61 | −37 | 15    | Выбывание во Вторую лигу Украины                 |

И — игры, В — выигрыши, Н — ничьи, П — проигрыши, Мячи — забитые и пропущенные голы, ± — разница голов, О — очки

Приоритет: 1) очки; 2) разница голов; 3) Забитые голы; 4) Рейтинг честной игры

### Матчи[56]

#### 1-й круг
| 26 июля 2014 г. / суббота 1-й тур | МФК «Николаев» | 0:0 протокол (укр.) (недоступная ссылка — история). | «Динамо-2» (Киев)                          | Украина, Николаев                                 |
| 17:00 | Берко 83'      | отчёт.                                              | Савченко 30' · Морозенко 34' · Мякушко 78' | Стадион: ЦГС Зрителей: 2 200 Судья: Саик (Одесса) |
| МФК «Николаев»: Антоненко, Адаменко, Луценко , Загинайлов, Поднебенной, Куприй 75' (Рогозинский 75'), Прокипчук 60' (Попов 60'), Сомов 66' (Берко 66'), Стеценко, Музыка, Остапенко · Остались в запасе: Восконян, Котов · «Динамо-2» (Киев): Волынец, Братков , Исраилов, Хлёбас, Трубочкин, Савченко 78' (Морозенко 78'), Мякушко, Хобленко, Гемега 90' (Полярус 90'), Лухтанов, Черноморец · Остались в запасе: Бущан, Азацкий, Болденко, Маик, Цибульник |                |                                                     |                                            |                                                   |

| 10 августа 2014 г. / воскресенье 3-й тур | МФК «Николаев»                                                                 | 1:3 протокол (укр.) (недоступная ссылка — история). | ФК «Тернополь»                                                 | Украина, Николаев                                  |
| 18:00 | Загинайлов 12′ (пен.) · Носов 20' · Стеценко 24' · Загинайлов 45' · Музыка 54' | отчёт.                                              | Волошинович 8′ · Семенец 17′ · Атласюк 25′ (пен.) · Клекот 14' | Стадион: ЦГС Зрителей: 2 100 Судья: Балакин (Киев) |
| МФК «Николаев»: Антоненко, Адаменко, Луценко , Загинайлов 46' (Берко 46'), Поднебенной 77' (Бондаренко 77'), Носов 46' (Куприй 46'), Сомов, Стеценко 46' (Прокипчук 46'), Момот, Музыка, Остапенко · Остались в запасе: Восконян, Рогозинский, Попов · ФК «Тернополь»: Русан, Курило, Атласюк, Дубчак, Клекот 90' (Курицкий 90'), Кондзёлка, Богданов 75' (Полянчук 75'), Мединский, Волошинович 78' (Гаврилюк 78'), Чорний 37' (Громяк 37'), Семенец · Остались в запасе: Мельник, Кривой, Соколовский |                                                                                |                                                     |                                                                |                                                    |

| 16 августа 2014 г. / суббота 4-й тур | «Сталь» (Днепродзержинск)  | 1:1 протокол (укр.) (недоступная ссылка — история). | МФК «Николаев»             | Украина, Днепродзержинск                                    |
| 18:00 | Кучеров 90+4′ · Адамюк 70' | отчёт.                                              | Куприй 33′ · Прокипчук 55' | Стадион: Металлург Зрителей: 1 600 Судья: Новохатний (Киев) |
| «Сталь» (Днепродзержинск): Витив, Адамюк, Карасюк 72' (Днистрян 72'), Ховбоша 60' (Платунов 60'), Каленчук 63' (Мироненко 63'), Кучеров, Котляр, Брынько 46' (Ермаченко 46'), Плешаков, Билый, Кулиш · Остались в запасе: Попович, Кравченко, Яскович · МФК «Николаев»: Антоненко, Адаменко, Луценко , Поднебенной 46' (Носов 46' 74' Бондаренко 74'), Куприй 46' (Загинайлов 46'), Прокипчук 58' (Берко 58'), Сомов, Стеценко, Момот, Музыка, Остапенко · Остались в запасе: Восконян, Рогозинский |                            |                                                     |                            |                                                             |

| 27 августа 2014 г. / среда 5-й тур | МФК «Николаев»                                                                                 | 3:2 протокол (укр.). Дата обращения: 6 сентября 2015. Архивировано из оригинала 4 марта 2016 года. | «Десна» (Чернигов)                                           | Украина, Николаев                                     |
| 17:00 | Поднебенной 29′ (пен.) · Адаменко 56′ · Загинайлов 71′ · Момот 6' · Куприй 47' · Антоненко 66' | отчёт.                                                                                             | Картушов 48′ · Агапов 89′ · Мельник 28' · Щедраков 45+1' 68' | Стадион: ЦГС Зрителей: 1 500 Судья: Иванов (Макеевка) |
| МФК «Николаев»: Антоненко, Адаменко, Луценко 46' (Куприй 46'), Поднебенной, Прокипчук 84' (Бондаренко 84'), Сомов 6' (Рогозинский 66'), Стеценко, Момот, Музыка 46' (Загинайлов 46'), Остапенко, Билый · Остались в запасе: Восконян, Носов, Берко · «Десна» (Чернигов): Федоренко, Мельник , Сухомлинов 76' (Чуланов 76'), Жук, Леонидов, Щедраков, Кондратюк, Козак 81' (Агапов 81'), Картушов, Бовтрук 81' (Каркошкин 81'), Фурта 76' (Деребчинский 76') · Остались в запасе: Шевченко, Малюк, Смалько |                                                                                                | |                                                              |                                                       |

| 1 сентября 2014 г. / понедельник 6-й тур | «Гелиос» (Харьков)                                                         | 2:2 протокол (укр.) (недоступная ссылка — история). | МФК «Николаев»                                                                                     | Украина, Харьков                                                  |
| 18:00 | И. Луценко 4′ · Субочев 10′ · Субочев 21' · Романенко 27' · И. Луценко 55' | отчёт.                                              | Прокипчук 7′ · Загинайлов 56′ (пен.) · Р. Луценко 17' · Загинайлов 30' · Куприй 51' · Восконян 87' | Стадион: Солнечный Зрителей: 500 Судья: Шурман (Киевская область) |
| «Гелиос» (Харьков): Сидоренко, Пинчук, И. Луценко, Лобойко, Сартина, Романенко 71' (Чучман 71'), Бредун 62' (Задоя 62'), Субочев 58' (Савин 58'), Швыдкий, Ковалёв 61' (Шаврин 61'), Кравченко · Остались в запасе: Рябой, Гершман, Беляев · МФК «Николаев»: Восконян, Адаменко 39' (Куприй 39'), Р. Луценко , Загинайлов, Поднебенной, Прокипчук 67' (Бондаренко 67'), Сомов 52' (Берко 52'), Стеценко, Момот, Остапенко 19' (Рогозинский 19'), Билый · Остались в запасе: Антоненко, Носов |                                                                            |                                                     | |                                                                   |

| 6 сентября 2014 г. / суббота 7-й тур | МФК «Николаев»                 | 1:4 протокол (укр.) (недоступная ссылка — история). | ФК «Александрия»                                                    | Украина, Николаев                                        |
| 17:00 | Прокипчук 4′ · Поднебенной 60' | отчёт.                                              | Грицук 18′ (пен.), 53′ · Пономарь 40′ · Леонов 83′ · Бидловский 65' | Стадион: ЦГС Зрителей: 2 510 Судья: Лисаковский (Одесса) |
| МФК «Николаев»: Антоненко, Луценко 46' (Берко 46'), Загинайлов, Поднебенной, Куприй 66' (Бондаренко 66'), Прокипчук 72' (Котов 72'), Сомов, Стеценко, Момот, Остапенко 75' (Андриевский 75'), Билый · Остались в запасе: Восконян, Носов · ФК «Александрия»: Новак, Сухоцкий, Пономарь 81' (Коломоец 81'), Чорний 55' (Бидловский 55'), Запорожан, Голенков, Грицук 73' (Леонов 73'), Шендрик, Имереков, Микицей, Банада 85' (Чепурненко 85') · Остались в запасе: Леванидов, Иващенко, Басов |                                |                                                     |                                                                     |                                                          |

| 12 сентября 2014 г. / пятница 8-й тур | ПФК «Сумы»                 | 1:0 протокол (укр.) (недоступная ссылка — история). | МФК «Николаев»                    | Украина, Сумы                                               |
| 17:00 | Гребенюк 52′ · Богачёв 78' | отчёт.                                              | · Остапенко 38' · Рогозинский 81' | Стадион: Юбилейный Зрителей: 980 Судья: Кривушкин (Харьков) |
| ПФК «Сумы»: Литвиненко, Жичиков 71' (Козаченко 71'), Котелюх, Коншин, Западня, Лучик, Швец, Лебеденко, Грикнер 46' (Гребинюк 46'), Богачёв 87' (Ушаков 87'), Каськов 65' (Бугаёв 65') · Остались в запасе: Травкин, Макаров, Дударенко · МФК «Николаев»: Антоненко, Загинайлов, Поднебенной , Куприй 46' (Берко 46'), Прокипчук 63' (Носов 63'), Сомов, Стеценко, Момот, Музыка, Остапенко 58' (Рогозинский 58'), Билый · Остались в запасе: Восконян, Бондаренко, Андриевский |                            |                                                     |                                   |                                                             |

| 20 сентября 2014 г. / суббота 9-й тур | МФК «Николаев»                                                                 | 3:2 протокол (укр.). Архивировано из оригинала 4 марта 2016 года. | «Горняк» (Кривой Рог)                                                        | Украина, Николаев                                  |
| 16:00 | Стеценко 21′ · Сомов 39′, 42′ · Куприй 75' · Антоненко 86' · Поднебенной 90+4' | отчёт.                                                            | Нудный 53′, 65′ · Гвоздевич 20' · Боровский 69' · Тимченко 85' · Голуб 90+3' | Стадион: ЦГС Зрителей: 2 300 Судья: Жуков (Донецк) |
| МФК «Николаев»: Антоненко, Адаменко 68' (Куприй 68'), Загинайлов, Поднебенной , Прокипчук 90' (Бондаренко 90'), Сомов, Стеценко, Момот, Берко 46' (Рогозинский 46'), Музыка, Билый · Остались в запасе: Восконян, Носов, Котов, Андриевский · «Горняк» (Кривой Рог): Гурин, Васильев 46' (Боровский 46'), Любчак 46' (Голуб 46'), Баенко, Буряк, Бука, Гвоздевич , Рябов 60' (Дорош 60'), Григорик, Нудный, Ильяшов 78' (Тимченко 78') · Остались в запасе: Зарубин, Антипов, Перин |                                                                                |                                                                   |                                                                              |                                                    |

| 25 сентября 2014 г. / четверг 2-й тур | «Буковина» (Черновцы)                                                 | 1:3 протокол (укр.) (недоступная ссылка — история). | МФК «Николаев»                                                                                         | Украина, Черновцы                                          |
| 17:15 | Жовтюк 45′ · Ателькин 37' · Головачук 53' · Пантя 72' · Степанков 88' | отчёт.                                              | Сомов 32′ · Поднебенной 34′ · Загинайлов 90+4′ · Прокипчук 29' · Стеценко 44' · Музыка 48' · Билый 72' | Стадион: Буковина Зрителей: 1 600 Судья: Драчёв (Чернигов) |
| «Буковина» (Черновцы): Одольский, Жовтюк 73' (Демьянчук 73'), Терехов, Темеривский , Головачук 78' (Гущин 78'), Пантя, Загидулин, Степанков, Сивка 46' (Немтинов 46'), Ателькин 85' (Косован 85'), Толстяк · Остались в запасе: Шостак, Крилюк · МФК «Николаев»: Антоненко, Адаменко, Загинайлов, Поднебенной 90' (Бондаренко 90'), Прокипчук 63' (Куприй 63'), Сомов 67' (Берко 67'), Стеценко, Момот, Музыка, Остапенко 73' (Рогозинский 73'), Билый · Остались в запасе: Восконян, Носов |                                                                       |                                                     | |                                                            |

| 30 сентября 2014 г. / вторник 10-й тур | «Нива» (Тернополь)                                                                      | 3:1 протокол (укр.). Архивировано из оригинала 4 марта 2016 года. | МФК «Николаев»                                                        | Украина, Тернополь                                         |
| 18:30 | Семенюк 78′ (пен.) · Дурай 87′ · Менжега 90+3′ · Сворак 75' · Гринченко 82' · Дурай 87' | отчёт.                                                            | Загинайлов 41′ · Музыка 24' · Сомов 31' · Поднебенной 35' · Момот 80' | Стадион: Городской Зрителей: 1 500 Судья: Кононов (Донецк) |
| «Нива» (Тернополь): Шпук, Донец , Гринченко, Гудак, Петривский, Яневич, Дурай, Семенюк 89' (Мдинарадзе 89'), Озаркив 90' (Левчик 90'), Плис 74' (Манжега 74'), Шпикула 46' (Сворак 46') · Остались в запасе: Нагирный, Рыжук, Волошин · МФК «Николаев»: Антоненко, Адаменко, Загинайлов, Поднебенной , Прокипчук, Сомов 69' (Берко 69'), Стеценко, Момот, Музыка, Остапенко 72' (Куприй 72'), Билый · Остались в запасе: Восконян, Рогозинский, Носов, Бондаренко |                                                                                         |                                                                   |                                                                       |                                                            |

| 6 октября 2014 г. / понедельник 11-й тур | МФК «Николаев»                                    | 1:2 протокол (укр.) (недоступная ссылка — история). | ФК «Нефтяник-Укрнефть» (Ахтырка)                                      | Украина, Николаев                                        |
| 16:00 | Рогозинский 48′ · Загинайлов 34' · И. Билый 90+3' | отчёт.                                              | Пасич 72′ · Радионов 81′ · Свитличный 25' · Шестаков 32' · Зайчук 38' | Стадион: ЦГС Зрителей: 1 000 Судья: Лисаковский (Одесса) |
| МФК «Николаев»: Антоненко, Адаменко, Загинайлов, Рогозинский 61' (Куприй 61'), Поднебенной , Прокипчук, Сомов 63' (Берко 63'), Момот, Музыка, Остапенко, И. Билый · Остались в запасе: Восконян, Носов, Бондаренко, Котов, Андриевский · ФК «Нефтяник-Укрнефть» (Ахтырка): Тимофеев, Циколия, Вечтомов, Зайчук, Свитличный, О. Билый 72' (Боровик 72'), Павелько, Сондей 80' (Антонюк 80'), Шестаков, Г. Пасич 64' (Е. Пасич 64'), Войцеховский 72' (Радионов 72') · Остались в запасе: Вокальчук, Бояринцев, Вайда |                                                   |                                                     |                                                                       |                                                          |

| 11 октября 2014 г. / суббота 12-й тур | МФК «Николаев»                                          | 1:0 протокол (укр.) (недоступная ссылка — история). | «Сталь» (Алчевск)                                     | Украина, Николаев                                     |
| 15:00 | Загинайлов 45+3′ (пен.) · Рогозинский 8' · Восконян 78' | отчёт.                                              | · Локтионов 8' · Мамутов 54' · Хромых 62' · Гордя 84' | Стадион: ЦГС Зрителей: 1 300 Судья: Новохатний (Киев) |
| МФК «Николаев»: Восконян, Загинайлов 78' (Носов 78'), Рогозинский, Поднебенной , Прокипчук 58' (Куприй 58' 89' Котов 89'), Сомов, Момот, Берко 46' (Бондаренко 46') Музыка, Остапенко, Билый · Остались в запасе: Антоненко, Андриевский · «Сталь» (Алчевск): Ганев, Максименко 62' (Хамид 62'), Назаренко 46' (Логинов 46'), Ковалёв, Тимофиенко, Масалов 38' (Хромых 38'), Нгаха, Скарлош, Мамутов 75' (Полюлях 75'), Гордя, Локтионов · Остались в запасе: Пицан, Жданов, Ермаков |                                                         |                                                     |                                                       |                                                       |

| 18 октября 2014 г. / суббота 13-й тур | ФК «Полтава»                                                | 3:3 протокол (укр.). Архивировано из оригинала 4 марта 2016 года. | МФК «Николаев» | Украина, Полтава                                         |
| 15:00 | Насибулин 22′ · Соломка 36′, 84′ (пен.) · Т. Бондаренко 86' | отчёт.                                                            | Поднебенной 5′, 44′ · Рогозинский 57′ · Прокипчук 17' · Поднебенной 20' · Остапенко 64' 83' · Момот 83' · Берко 83' | Стадион: Локомотив Зрителей: 200 Судья: Чижевский (Киев) |
| ФК «Полтава»: Кучинский, Зозуля , Бутенин, Парамонов, Кравченко, Коркишко 73' (Фомич 73'), Боровец 61' (Т. Бондаренко 61'), Зеленевич 78' (Олейник 78'), Насибулин, Коваленко, Соломка · Остались в запасе: Кулинич, Ковталюк, Семчук, Турчанов · МФК «Николаев»: Восконян, Адаменко, Загинайлов, Рогозинский, Поднебенной , Прокипчук 86' (Д. Бондаренко 86'), Сомов, Стеценко, Момот, Музыка, Остапенко · Остались в запасе: Антоненко, Куприй, Носов, Берко, Андриевский |                                                             |                                                                   | |                                                          |

| 27 октября 2014 г. / понедельник 14-й тур | МФК «Николаев»                                | 0:5 протокол (укр.) (недоступная ссылка — история). | ФК «Горняк-Спорт» (Комсомольск)                                                         | Украина, Николаев                                  |
| 14:00 | · Музыка 17' · Рогозинский 28' · Адаменко 58' | отчёт.                                              | Корольков 18′ · Александров 43′, 64′ · Лозовой 45+2′ · А. Андриевский 55′ · Лозовой 15' | Стадион: ЦГС Зрителей: 750 Судья: Кононов (Донецк) |
| МФК «Николаев»: Антоненко, Адаменко, Загинайлов, Рогозинский, Прокипчук 78' (Котов 78'), Сомов, Бондаренко 59' (Берко 59'), Стеценко, Момот 78' (Н. Андриевский 78'), Музыка , Билый 59' (Куприй 59') · Остались в запасе: Восконян, Носов · ФК «Горняк-Спорт» (Комсомольск): Сытников, Нелин, Голядинец 3' (Костюченко 3'), Чеботаев, Шульц, Лозовой 69' (Дячук 69'), Корольков, А. Андриевский, Лугачёв 85' (Новиков 85'), Моисеенко 73' (Приходной 73'), Александров · Остались в запасе: Клищук, Чмеленко, Климаков |                                               |                                                     |                                                                                         |                                                    |

| 2 ноября 2014 г. / воскресенье 15-й тур | «Звезда» (Кировоград)                                         | 0:1 протокол (укр.). Архивировано из оригинала 4 марта 2016 года. | МФК «Николаев»        | Украина, Кировоград                                           |
| 14:00 | Загальский 38' · Г. Баранец 49' · Бочкур 52' · Загальский 56' | отчёт.                                                            | Сомов 85′ · Билый 86' | Стадион: Звезда Зрителей: 1 032 Судья: Козыряцкий (Запорожье) |
| «Звезда» (Кировоград): Поштаренко, Допилка, Бочкур , Бацула, Б. Баранец, Кривошей, Фатеев 90' (Титов 90'), Загальский 89' (Рыбалко 89'), Г. Баранец 68' (Щедрый 68'), Акименко, Осадчий 63' (Чичиков 63') · Остались в запасе: Лёпка, Килык, Самойленко · МФК «Николаев»: Восконян, Адаменко, Загинайлов, Рогозинский 77' (Берко 77'), Поднебенной , Прокипчук 83' (Бондаренко 83'), Сомов, Стеценко, Момот 90' (Куприй 90'), Остапенко, Билый · Остались в запасе: Антоненко, Носов, Андриевский |                                                               |                                                                   |                       |                                                               |

#### 2-й круг
| 9 ноября 2014 г. / воскресенье 16-й тур | «Динамо-2» (Киев)                          | 3:1 протокол (укр.) (недоступная ссылка — история). | МФК «Николаев»                              | Украина, Киев                                       |
| 14:00 | Хлёбас 3′, 29′ · Полярус 54′ · Полярус 28' | отчёт.                                              | Берко 88′ · Поднебенной 64' · Остапенко 71' | Стадион: Динамо Зрителей: 255 Судья: Грисьо (Львов) |
| «Динамо-2» (Киев): Волынец, Азацкий, Рыжук, Братков, Хлёбас 83' (Маик 83'), Трубочкин , Савченко, Цибульник 79' (Болденко 79'), Полярус 83' (Морозенко 83'), Гемега, Яремчук 75' (Исраилов 75') · Остались в запасе: Бущан, Хобленко, Черноморец · МФК «Николаев»: Восконян, Адаменко, Загинайлов 77' (Носов 77'), Рогозинский 67' (Берко 67'), Поднебенной , Прокипчук, Сомов, Стеценко, Момот, Музыка, Остапенко 46' (Бондаренко 46') · Остались в запасе: Антоненко, Куприй |                                            |                                                     |                                             |                                                     |

| 15 ноября 2014 г. / суббота 17-й тур | МФК «Николаев»                                     | 0:4 протокол (укр.) (недоступная ссылка — история). | «Буковина» (Черновцы)                                                                      | Украина, Николаев                               |
| 13:00 | · Загинайлов 16' · Поднебенной 48' · Остапенко 90' | отчёт.                                              | Головачук 11′ · Толстяк 34′ · Степанков 65′ · Королянчук 73′ · Жовтюк 27' 86' · Скидан 39' | Стадион: ЦГС Зрителей: 500 Судья: Саик (Одесса) |
| МФК «Николаев»: Восконян, Адаменко, Загинайлов, Рогозинский 69' (Котов 69'), Поднебенной , Прокипчук 82' (Носов 82'), Сомов, Бондаренко 46' (Берко 46'), Стеценко, Момот, Остапенко · Остались в запасе: Антоненко, Андриевский · «Буковина» (Черновцы): Одольский, Жовтюк, Терехов, Скидан, Темеривский, Головачук 69' (Королянчук 69'), Загидулин 64' (Булезюк 64'), Степанков 80' (Добровольский 80'), Сивка, Ателькин 83' (Шостак 83'), Толстяк · Остались в запасе: Пантя, Косован |                                                    |                                                     |                                                                                            |                                                 |

| 20 марта 2015 г. / пятница 18-й тур | ФК «Тернополь»                                      | 4:2 протокол (укр.) (недоступная ссылка — история). | МФК «Николаев»                               | Украина, Тернополь                                             |
| 18:00 | Семенец 36′ · Кушецкий 53′, 64′ · Хохлов 81′ (авт.) | отчёт.                                              | Сторублёвцев 64′ · Момот 64′ · Севодняев 60' | Стадион: Городской Зрителей: 2 500 Судья: Митровский (Ужгород) |
| ФК «Тернополь»: Русан, Курило, Атласюк, Клекот, Дубчак 83' (Соколовский 83'), Кондзёлка , Кушецкий 85' (Кривой 85'), Волошинович 69' (Полянчук 69'), Гаврилюк 75' (Дори 75'), Богданов, Семенец · Остались в запасе: Чернобай, Луцик, Чёрный · МФК «Николаев»: Агаларов, Билый, Хохлов, Мизернюк, Сафьяник 56' (Котов 56'), Кошелюк 83' (Момот 83'), Лещенко, Севодняев 61' (Носов 61'), Рогозинский, Берко , Сторублёвцев · Остались в запасе: Медведев, Савка, Андриевский, Бондаренко |                                                     |                                                     |                                              |                                                                |

| 28 марта 2015 г. / суббота 19-й тур | МФК «Николаев»                         | 1:2 протокол (укр.). Архивировано из оригинала 10 июля 2015 года. | «Сталь» (Днепродзержинск)                              | Украина, Николаев                                     |
| 16:00 | Сторублёвцев 29′ (пен.) · И. Билый 89' | отчёт.                                                            | Каленчук 64′ · Кулиш 69′ · Дмитренко 14' · Карасюк 28' | Стадион: ЦГС Зрителей: 300 Судья: Бондаренко (Одесса) |
| МФК «Николаев»: Медведев, Хохлов, И. Билый, Мизернюк, Сафьяник, Момот, Лещенко, Рогозинский 89' (Котов 89'), Севодняев 77' (Носов 77'), Берко , Сторублёвцев · Остались в запасе: Агаларов, Савка, Андриевский, Бондаренко, Остренко · «Сталь» (Днепродзержинск): Попович, Пинчук, Кравченко, Дмитренко 46' (Шутов 46'), Никитенко 34' (В. Билый 34'), Карасюк, Каленчук , Сантрапинских, Котляр 81' (Дацюк 81'), Алиев 46' (Кучеров 46'), Кулиш · Остались в запасе: Пицан, Адамюк, Масалов |                                        |                                                                   |                                                        |                                                       |

| 4 апреля 2015 г. / пятница 20-й тур | «Десна» (Чернигов)                                                                                   | 4:1 протокол (укр.). Архивировано из оригинала 10 июля 2015 года. | МФК «Николаев»                                       | Украина, Чернигов                                               |
| 16:00 | Кондратюк 2′, 50′ (пен.) · Картушов 17′ · Скепский 90′ · Кондратюк 29' · Мельник 74' · Чуланов 90+4' | отчёт.                                                            | Берко 37′ · Мизернюк 27' · Момот 49' · Кошелюк 90+5' | Стадион: им. Ю. Гагарина Зрителей: 980 Судья: Кутаков (Винница) |
| «Десна» (Чернигов): Ситало, Мельник , Кавацив, Смалько 46' (Щедраков 46'), Жук, Кондратюк 79' (Скепский 79'), Чуланов, Кисиль, Бовтрук, Картушов 88' (Малюк 88'), Деребчинский 81' (Елисеев 81') · Остались в запасе: Шевченко, Леонидов, Тимченко · МФК «Николаев»: Медведев, Хохлов, Момот, Мизернюк, Сафьяник 81' (Савка 81'), Лещенко, Рогозинский 73' (Котов 73'), Бондаренко 77' (Севодняев 77'), Кошелюк, Берко 85' (Остренко 85'), Сторублёвцев · Остались в запасе: Агаларов, Носов, Андриевский | |                                                                   |                                                      |                                                                 |

| 13 апреля 2015 г. / понедельник 21-й тур | МФК «Николаев»                | 1:2 протокол (укр.). Архивировано из оригинала 21 июля 2015 года. | «Гелиос» (Харьков)                                                                        | Украина, Николаев                                     |
| 15:00 | Рогозинский 9′ · Мизернюк 15' | отчёт.                                                            | Гершман 73′ · Луценко 87′ · Сикорский 35' · Луценко 79' · Субочев 90+1' · Панасенко 90+5' | Стадион: ЦГС Зрителей: 2 100 Судья: Иванов (Макеевка) |
| МФК «Николаев»: Медведев, Хохлов, Сафьяник, Мизернюк, Рогозинский 59' (Остренко 59'), Сторублёвцев, Лещенко, Бондаренко 66' (Севодняев 66'), Кошелюк, Берко , Билый · Остались в запасе: Агаларов, Носов, Котов, Лабан, Савка · «Гелиос» (Харьков): Литовченко, Комарницкий, Гершман, Лобойко , Олейник 46' (Швыдкий 46'), Луценко, Субочев, Ковалёв 61' (Романенко 61'), Сикорский 56' (Биляев 56'), Кравченко 81' (Панасенко 81'), Шаврин · Остались в запасе: Рябой, Пинчук, Абеленцев |                               |                                                                   |                                                                                           |                                                       |

| 19 апреля 2015 г. / воскресенье 22-й тур | ФК «Александрия»                                                                    | 4:0 протокол (укр.). Архивировано из оригинала 8 июля 2015 года. | МФК «Николаев»                | Украина, Александрия                                   |
| 18:00 | Старенький 10′ · Банада 40′ · Иващенко 44′ · Коломоец 82′ · Ломко 61' · Шендрик 70' | отчёт.                                                           | · Рогозинский 21' · Носов 87' | Стадион: Ника Зрителей: 2 800 Судья: Драчёв (Чернигов) |
| ФК «Александрия»: Новак, Сухоцкий, Ломко, Иващенко 60' (Коломоец 60'), Чорний 76' (Голенков 76'), Грицук , Шендрик, Старенький, Банада 46' (Мягков 46'), Степанюк 57' (Леонов 57'), Басов · Остались в запасе: Леванидов, Пономарь, Имереков · МФК «Николаев»: Медведев 46' (Агаларов 46'), Сафьяник 46' (Музыка 46'), Мизернюк 59' (Носов 59'), Рогозинский, Сторублёвцев, Дударенко, Лещенко, Кошелюк 90' (Остренко 90'), Момот, Берко , Билый · Остались в запасе: Хохлов, Бондаренко, Севодняев |                                                                                     |                                                                  |                               |                                                        |

| 25 апреля 2015 г. / суббота 23-й тур | МФК «Николаев»                                                  | 3:3 протокол (укр.). Архивировано из оригинала 10 июля 2015 года. | ПФК «Сумы»                                                                    | Украина, Николаев                                 |
| 17:00 | Кошелюк 40′ · Берко 71′, 84′ · Билый 31' 56' · Сторублёвцев 33' | отчёт.                                                            | Лебеденко 8' · Ермаченко 8′, 34′ · Богачёв 59′ · Ермаченко 18' · Радченко 83' | Стадион: ЦГС Зрителей: 2 000 Судья: Саик (Одесса) |
| МФК «Николаев»: Агаларов, Музыка, Малыш 35' (Бондаренко 35' 74' Мизернюк 74'), Сторублёвцев, Дударенко, Батюшин 29' (Бурдиян 29'), Лещенко, Кошелюк, Момот 80' (Носов 80'), Берко , Билый · Остались в запасе: Медведев, Хохлов, Севодняев · ПФК «Сумы»: Важинский, Радченко, Медведев, Котелюх , Западня, Игнатенко 55' (Коншин 55'), Поднебенной 72' (Ярошенко 72'), Лебеденко, Ермаченко 63' (Коровиков 63'), Богачёв, Гребенюк 55' (Сидоренко 55') · Остались в запасе: Литвиненко, Брикнер, Сулейман |                                                                 |                                                                   |                                                                               |                                                   |

| 2 мая 2015 г. / суббота 24-й тур | «Горняк» (Кривой Рог)                                                                                  | 3:1 протокол (укр.). Архивировано из оригинала 6 июля 2015 года. | МФК «Николаев»                                                                               | Украина, Кривой Рог                                         |
| 16:00 | Ситало 11′, 25′ · Чечеленко 42′ · Дорош 7' · Чередниченко 15' · Ситало 59' · Гвоздевич 75' · Перин 87' | отчёт.                                                           | Бычков 54′ · Лещенко 2' · Дударенко 17' · Сторублёвцев 40' 81' · Рогозинский 55' · Момот 58' | Стадион: Металлург Зрителей: 2 500 Судья: Кутаков (Винница) |
| «Горняк» (Кривой Рог): Гурин, Баенко, Павлов, Чередниченко, Буряк 90' (Солдат 90'), Боровский, Ямполь 46' (Гвоздевич 46'), Григорик , Дорош 86' (Рябов 86'), Чечеленко 69' (Перин 69'), Ситало · Остались в запасе: Ганев, Брынько, Прошенко · МФК «Николаев»: Агаларов 80' (Восконян 80'), Бычков, Дударенко 46' (Носов 46'), Музыка, Лещенко, Момот, Бурдиян 73' (Батюшин 73'), Кошелюк, Рогозинский, Берко , Сторублёвцев · Остались в запасе: Хохлов, Бондаренко, Мизернюк, Севодняев | |                                                                  |                                                                                              |                                                             |

| 6 мая 2015 г. / среда 25-й тур | МФК «Николаев»                           | 0:2 протокол (укр.). Архивировано из оригинала 10 июля 2015 года. | «Нива» (Тернополь)                                    | Украина, Николаев                                        |
| 17:00 | · Момот 25' · Кошелюк 33' · Мизернюк 59' | отчёт.                                                            | Кухарук 27′ · Керчу 37′ · Волошин 58' · Сокуренко 90' | Стадион: ЦГС Зрителей: 2 500 Судья: Лисаковский (Одесса) |
| МФК «Николаев»: Восконян, Музыка 79' (Дударенко 79'), Бычков, Бурдиян, Рогозинский 70' (Севодняев 70'), Носов 41' (Мизернюк 41'), Батюшин 61' (Котов 61'), Лещенко, Кошелюк, Момот, Берко , Билый · Остались в запасе: Агаларов, Хохлов, Бондаренко · «Нива» (Тернополь): Мельниченко, Гурак, Яневич, Донец , Иллой-Айет, Керчу 59' (Красномовец 59'), Озаркив, Кухарук 90' (Левчик 90'), Сворак 46' (Кухарский 46'), Грищенко, Волошин 70' (Сокуренко 70') · Остались в запасе: Мусиенко, Кохман, Рыжук |                                          |                                                                   |                                                       |                                                          |

| 11 мая 2015 г. / понедельник 26-й тур | ФК «Нефтяник-Укрнефть» (Ахтырка) | 0:0 протокол (укр.). Архивировано из оригинала 6 марта 2016 года. | МФК «Николаев» | Украина, Ахтырка                                           |
| 18:00 | Листопад 80'                     | отчёт.                                                            | Кошелюк 90'    | Стадион: Нефтяник Зрителей: 1 100 Судья: Драчёв (Чернигов) |
| ФК «Нефтяник-Укрнефть» (Ахтырка): Тимофеев, Бояринцев , Вечтомов, Е. Пасич, Г. Пасич, Листопад, Павелько, Боровик 54' (Свитличный 54'), Сондей, Арвеладзе 78' (Крапивной 78'), Войцеховский 65' (Яременко 65') · Остались в запасе: Варцаба, Кисиль, Билый, Антонюк · МФК «Николаев»: Восконян, Музыка, Бычков, Бурдиян, Рогозинский 90' (Батюшин 90'), Сторублёвцев, Лещенко, Кошелюк, Момот 65' (Мизернюк 65'), Берко , Андриевский · Остались в запасе: Агаларов, Хохлов, Дударенко, Котов |                                  |                                                                   |                |                                                            |

| 16 мая 2015 г. / суббота 27-й тур | «Сталь» (Алчевск) | -:+ протокол (укр.) (недоступная ссылка — история). | МФК «Николаев» | Украина, Алчевск |
|                                   |                   | отчёт.                                              |                |                  |

| 23 мая 2015 г. / суббота 28-й тур | МФК «Николаев»                                                                     | 2:4 протокол (укр.) (недоступная ссылка — история). | ФК «Полтава»                                                                                               | Украина, Николаев                                     |
| 18:00 | Берко 65′ (пен.) · Батюшин 90′ · Берко 19' · Бычков 50' · Бурдиян 54' · Музыка 55' | отчёт.                                              | Вовченко 22′ · Насибулин 45+2′ · Зеленевич 50′ (пен.) · Шастал 78′ · Ткачёв 35' · Фаворов 56' · Зозуля 65' | Стадион: ЦГС Зрителей: 2 300 Судья: Шурман (Вишнёвое) |
| МФК «Николаев»: Восконян, Музыка, Бычков, Бурдиян, Рогозинский 75' (Батюшин 75'), Сторублёвцев, Лещенко, Кошелюк, Момот, Берко , Андриевский 66' (Билый 66') · Остались в запасе: Агаларов, Хохлов, Мизернюк, Бондаренко, Котов · ФК «Полтава»: Кучинский, Фаворов 59' (Волков 59'), Бондаренко, Ткачёв, Стеценко, Кравченко, Зозуля , Недоля 78' (Ковальчук 78'), Насибулин, Зеленевич 53' (Шастал 53'), Вовченко 78' (Боровец 78') · Остались в запасе: Кулинич, Бутенин, Соломка |                                                                                    |                                                     | |                                                       |

| 30 мая 2015 г. / суббота 29-й тур | ФК «Горняк-Спорт» (Комсомольск)  | 2:1 протокол (укр.) (недоступная ссылка — история). | МФК «Николаев»                                               | Украина, Комсомольск                                  |
| 18:00 | Ивашко 52′, 90+2′ · Ивашко 90+2' | отчёт.                                              | Батюшин 45+2′ · Билый 20' · Лещенко 31' · Сторублёвцев 90+1' | Стадион: Юность Зрителей: 800 Судья: Фощий (Черкассы) |
| ФК «Горняк-Спорт» (Комсомольск): Сытников, Нелин, Голядинец, Чеботаев, Моисеенко 89' (Шульц 89'), Герасимец 61' (Степанчук 61'), Корольков , Марусич, Лозовой 77' (Кириенко 77'), Дячук 90' (Шарай 90'), Ивашко · Остались в запасе: Клищук, Климаков, Костюченко · МФК «Николаев»: Восконян, Бычков, Рогозинский 71' (Котов 71'), Сторублёвцев, Батюшин 63' (Мизернюк 63'), Лещенко, Кошелюк, Момот, Берко , Андриевский 74' (Хохлов 74'), Билый · Остались в запасе: Агаларов, Дударенко, Бондаренко |                                  |                                                     |                                                              |                                                       |

| 3 июня 2015 г. / суббота 30-й тур | МФК «Николаев»            | 0:1 протокол (укр.). Архивировано из оригинала 6 марта 2016 года. | «Звезда» (Кировоград)       | Украина, Николаев                                       |
| 18:00 | · Билый 12' · Лещенко 23' | отчёт.                                                            | Локтионов 54′ · Допилка 81' | Стадион: ЦГС Зрителей: 2 100 Судья: Дедов (Симферополь) |
| МФК «Николаев»: Восконян, Хохлов, Бычков, Рогозинский 90' (Мизернюк 90'), Сторублёвцев, Батюшин 62' (Носов 62' 87' Котов 87'), Лещенко, Кошелюк, Момот, Берко , Билый · Остались в запасе: Агаларов, Музыка, Дударенко, Бондаренко · «Звезда» (Кировоград): Поштаренко, Допилка , Мостовой, Лупашко, Щедрый 76' (Бочкур 76'), Бацула, Б. Баранец 50' (Локтионов 50'), Кучеренко, Фатеев, Загальский 90' (Бочак 90'), Акименко 85' (Кривошей 85') · Остались в запасе: Лёпка, Сидельник, Керножицкий |                           |                                                                   |                             |                                                         |

### Статистика выступлений команды в чемпионате

#### Общая статистика выступлений
| Итого | Итого | Итого | Итого | Итого | Итого | Итого | Итого | Дома | Дома | Дома | Дома | Дома | Дома | На выезде | На выезде | На выезде | На выезде | На выезде | На выезде |
| И     | О     | В     | Н     | П     | МЗ    | МП    | РМ    | В    | Н    | П    | МЗ   | МП   | РМ   | В         | Н         | П         | МЗ        | МП        | РМ        |
| ----- | ----- | ----- | ----- | ----- | ----- | ----- | ----- | ---- | ---- | ---- | ---- | ---- | ---- | --------- | --------- | --------- | --------- | --------- | --------- |
| 30    | 24    | 6     | 6     | 18    | 34    | 67    | −33   | 3    | 2    | 10   | 17   | 36   | −19  | 3         | 4         | 8         | 17        | 31        | −14       |

#### Результаты по турам[56]
| Тур   | 01 | 02 | 03 | 04 | 05 | 06 | 07 | 08 | 09 | 10 | 11 | 12 | 13 | 14 | 15 | 16 | 17 | 18 | 19 | 20 | 21 | 22 | 23 | 24 | 25 | 26 | 27 | 28 | 29 | 30 |
| ----- | -- | -- | -- | -- | -- | -- | -- | -- | -- | -- | -- | -- | -- | -- | -- | -- | -- | -- | -- | -- | -- | -- | -- | -- | -- | -- | -- | -- | -- | -- |
| Поле  | Д  | В  | Д  | В  | Д  | В  | Д  | В  | Д  | В  | Д  | Д  | В  | Д  | В  | В  | Д  | В  | Д  | В  | Д  | В  | Д  | В  | Д  | В  | В  | Д  | В  | Д  |
| Итог  | Н  | В  | П  | Н  | В  | Н  | П  | П  | В  | П  | П  | В  | Н  | П  | В  | П  | П  | П  | П  | П  | П  | П  | Н  | П  | П  | Н  | В  | П  | П  | П  |
| Место | 7  | 9  | 12 | 12 | 9  | 9  | 11 | 14 | 12 | 10 | 12 | 10 | 10 | 12 | 11 | 12 | 12 | 13 | 13 | 14 | 14 | 14 | 14 | 14 | 14 | 14 | 14 | 14 | 14 | 14 |

Источник: Матчи; Артур Валерко, Football.ua.

Поле: Д = дома; В = на выезде. Итог: Н = ничья; П = команда проиграла; В = команда выиграла; О = матч отложен.

#### График движения команды в таблице чемпионата по турам[56]
| 7 |

| 9 |

| 12 |

| 12 |

| 9 |

| 9 |

| 11 |

| 14 |

| 12 |

| 10 |

| 12 |

| 10 |

| 10 |

| 12 |

| 11 |

| 12 |

| 12 |

| 13 |

| 13 |

| 14 |

| 14 |

| 14 |

| 14 |

| 14 |

| 14 |

| 14 |

| 14 |

| 14 |

| 14 |

| 14 |

| Первая лига | Место в таблице |

| Первая лига | Место в таблице |

## Плей-офф за право участия в чемпионате первой лиги сезона 2015/16
| 7 июня 2015 г. / воскресенье 1-й матч | МФК «Николаев»               | 0:0 протокол (укр.). Архивировано из оригинала 13 июня 2015 года. | «Кремень» Кременчуг                   | Украина, Николаев                                 |
| 18:00 | Рогозинский 68' · Хохлов 77' | отчёт.                                                            | Апришко 27' · Собко 37' · Курелех 58' | Стадион: ЦГС Зрителей: 1 200 Судья: Саик (Одесса) |
| МФК «Николаев»: Восконян, Лещенко, Хохлов, Билый, Бычков, Момот 70' (Бурдиян 70'), Батюшин, Кошелюк, Рогозинский, Берко 90+5' (Мизернюк 90+5'), Сторублёвцев · Остались в запасе: Агаларов, Музыка, Дударенко, Бондаренко, Андриевский · «Кремень» Кременчуг: Олейник, Кунев 58' (Пасичниченко 58'), Борзенко , Курелех, Волошин, Логинов 65' (Стебловский 65'), Апришко, Собко, Саркисян 80' (Павлик 80'), Иванов, Черний 67' (Ченбай 67') · Остались в запасе: Онопко, Дугиенко, Алексанов |                              |                                                                   |                                       |                                                   |

| 11 июня 2015 г. / четверг 2-й матч | «Кремень» Кременчуг | 0:1 протокол (укр.). Архивировано 13 июня 2015 года. | МФК «Николаев»                                                                 | Украина, Кременчуг                                                       |
| 18:00 | · Кунев 2'          | отчёт.                                               | Сторублёвцев 62′ · Берко 8' · Билый 11' · Хохлов 32' · Батюшин 60' · Момот 88' | Стадион: Кремень-Арена Зрителей: 1 500 Судья: Балакин (Киевская область) |
| «Кремень» Кременчуг: Онопко 75' (Олейник 75'), Кунев 84' (Павлик 84'), Борзенко , Курелех, Волошин, Логинов, Апришко, Собко 69' (Ченбай 69'), Саркисян, Алексанов 60' (Черний 60'), Иванов · Остались в запасе: Пасичниченко, Дугиенко, Стебловский · МФК «Николаев»: Восконян, Лещенко, Хохлов, Билый, Бычков, Момот, Бурдиян, Кошелюк, Батюшин 69' (Рогозинский 69'), Берко 90+4' (Музыка 90+4'), Сторублёвцев · Остались в запасе: Агаларов, Мизернюк, Дударенко, Андриевский |                     |                                                      |                                                                                |                                                                          |

### Факты сезона
- МФК «Николаев» был самым «зрелищным» клубом первой лиги — в матчах с его участием был забит 101 мяч (34 забили они, 67 было забито им)[58].
- «Корабелы» пропустили больше всех мячей в лиге — 67 в 29 сыгранных матчах чемпионата[58].
- Дома МФК «Николаев» пропустил больше, чем в гостях (36 голов против 31)[58].
- 18 голов «корабелы» пропустили со стандартных положений (с пенальти, после штрафных и угловых), это второй негативный показатель после «Буковины»[58].

## Кубок Украины

### Матчи[56]
| 23 августа 2014 г. / суббота 1/16 финала | МФК «Николаев» | 0:1 протокол (укр.). Дата обращения: 6 сентября 2015. Архивировано из оригинала 24 сентября 2015 года. | «Ильичёвец» (Мариуполь)                                  | Украина, Николаев                                     |
| 16:00 | · Момот 90+4'  | отчёт.                                                                                                 | Яворский 77′ · Яворский 60' · Приходько 66' · Кисиль 83' | Стадион: ЦГС Зрителей: 2 000 Судья: Бондарь (Харьков) |
| МФК «Николаев»: Антоненко, Адаменко, Луценко 84' (Носов 84'), Поднебенной, Куприй 59' (Загинайлов 59'), Прокипчук 72' (Берко 72'), Сомов, Стеценко, Момот, Музыка, Остапенко · Остались в запасе: Восконян, Рогозинский, Бондаренко, Андриевский · «Ильичёвец» (Мариуполь): Чурилов, Аксёнов, Геращенков, Яворский 90+2' (Махарадзе 90+2'), Цюпа 61' (Калинин 61'), Янаков, Приходько 71' (Быковский 71'), Оберемко, Шевчук, Кисиль, Филиппов · Остались в запасе: Бодюк, Будченко, Ливинский |                | |                                                          |                                                       |